# 구로카와촌 (아키타현)
구로카와촌(黒川村)은 아키타현 히라카군에 설치되었던 촌이다.